# 鈴木麻里子
鈴木麻里子（日语：／ Suzuki Mariko，1970年1月30日—），日本女性配音員、旁白。出身於東京都港區麻布。身高162cm。O型血。

## 簡歷
青二Production所屬，青二塾東京校第14期畢業。
小學時期為止居住在東京都，升上國中之後離開東京搬到栃木縣宇都宮市，直到進入專門學校和青二Production旗下聲優培訓學校青二塾才返回東京。
麻里子這3個字之中，「麻」指的是鈴木她的家鄉是在東京都港區的麻布地區，然後她的父親以“麻布里之子”之意決定命名。
目前主要從事綜藝節目、電視廣告的旁白工作。

## 人物
代表作《青澀之戀》由12位配音員組成的「SG Girls」（包含續篇接替岡田純子的有島萌優共13人）中的最年長者。
以前很積極參與捐血等醫療服務活動，有一次想要試著骨髓捐贈而進行器官移植登記，後來前往醫院輸血時發現她有吐血的經歷，才因此取消器官移植，對她來說是件很可惜的事。
興趣：皮拉提斯有氧體操、鋼琴、陶藝。
除了從事配音工作之外，也有從事外文書籍的翻譯，在她翻譯的書籍《Yellow》的專訪中提到自己喜歡的作家是查理·布考斯基。

## 演出
粗體字表示主要角色。

### 電視動畫
1994年
- 灌籃高手（女學生）

1996年
- 鬼太郎 (第4作)（ベビー泥田坊、二口女、女性B）

1998年
- 青澀之戀（澤渡穗香）

1999年
- 蠟筆小新（女大學生）

2001年
- 通靈王 (2001年版)（作業員）
- 第一神拳（採訪記者）
- PROJECT ARMS（夏莉·洛斯威爾）

2002年
- 天地無用！GXP（雨音·考那克）
- 東京地底奇兵（活動主持人）

2003年
- 空中大師（日语：エアマスター）（瀧川優）
- 高機動幻想 ～嶄新之行軍歌～（日语：ガンパレード・マーチ 〜新たなる行軍歌〜）（威奇托更紗）
- 青青校樹（飯野千種）
- 蒲公英之戀（B子）
- 魔偵探洛基 RAGNAROK（烏爾德）

2004年
- 最遊記RELOAD GUNLOCK（女孩）
- tactics（琴繪）
- DearS（幾原晴海）
- 天上天下（御河童）
- 真實夢境（日语：ゆめりあ）（奈特）
- 仙境傳說（吉爾塔絲）

2005年
- 異域傳說 The Animation（KOS-MOS）
- 怪醫黑傑克（女性患者）
- 名偵探柯南（姬宮展子）

2006年
- 金色琴弦 ～primo passo～（岸田老師）
- 怪醫黑傑克21（女服務生）
- 名偵探柯南（中川千明）

2008年
- 銀魂（川崎美智子）
- ONE PIECE（穆斯的母親、女）

2010年
- 超級機械人大戰OG -The Inspector-（艾姬多娜·伊薩齊／W16）

2011年
- 妖怪少爺 千年魔京（白菊）

2016年
- 這個美術社大有問題！（宇佐美瑞希的母親）

### 電影動畫
- 名偵探柯南：水平線上的陰謀（2005年，女性船客）

### OVA
- 青青校樹（2002年，飯野千種）
- 大YAMATO零號（日语：大YAMATO零号）（2004年）
- 名偵探柯南：柯南、基德與水晶之母（2004年，羅絲）
- 名偵探柯南 來自阿笠的挑戰書 阿笠對決柯南和少年偵探團（2007年，小倉美希）

### 網路動畫
- 異域傳說 II to III a missing year ～U.M.N.被封印的真實碎片～（日语：ゼノサーガ エピソードII to III a missing year）（2006年，KOS-MOS）

### 遊戲
1995年
- 龍騎士&塗鴉（日语：ドラゴンナイト）（賣火柴的少女）

1997年
- 時之國的艾爾芬瑞特（日语：時の国のエルフェンリート）（亞絲特）
- Tobal 2（日语：トバル2）
- BS偵探俱樂部 雪消失的過去（日语：BS探偵倶楽部 雪に消えた過去）（野村令子）
- 銀河少女警察 Re-inforce（菲爾納媞絲·菲芮）

1998年
- 青澀之戀（澤渡穗香）

1999年
- 銀河少女警察 The 3rd Planet（菲爾納媞絲·菲芮）

2000年
- 青澀之戀2（澤渡穗香）

2001年
- 青青校樹（飯野千種）

2002年
- Innocent Tears（日语：Innocent Tears (ゲーム)）（鷹司綺羅）
- 異域傳說首部曲［權力意志］（KOS-MOS）
- 約束之地（瑪莉絲、弧天使、旁白）

2003年
- Operator's Side（日语：オペレーターズサイド）（里歐）
- 格鬥天王EX2 ～咆哮之血～（華守純）
- 全民高爾夫4（櫻花）
- 真實夢境（日语：ゆめりあ）（奈特）
- 愛★殺球！5～網球機器人大作亂（日语：ラブ★スマッシュ!5 〜テニスロボの反乱〜）（海蘭）

2004年
- 鍊金術士伊莉絲的工房 永恆的瑪納（日语：イリスのアトリエ エターナルマナ）（塞爾達利亞、薇奧拉）
- 異域傳說二部曲［善惡的彼岸］（KOS-MOS）
- 異域傳說Freaks（日语：ゼノサーガ フリークス）（KOS-MOS）
- 戰國無雙（濃姬）
- 戰國無雙 猛將傳（濃姬）
- 洛克人X 指令任務（瑪莉諾）

2005年
- 激·戰國無雙（日语：激・戦国無双）（濃姬）
- 深淵傳奇（奈弗瑞·奧斯本、格爾達·內維利姆）
- NAMCO x CAPCOM（KOS-MOS）

2006年
- 惡魔城 迷宮迴廊（史泰拉、羅瑞塔）
- 戰艦砲手2 鋼鐵的咆哮（日语：ウォーシップガンナー2 鋼鉄の咆哮）（歐內斯汀·布朗）
- Edelweiss（日语：エーデルワイス (ゲーム)）（伊吹芽衣）
- 異域傳說I·II（日语：ゼノサーガI・II）（KOS-MOS）
- 異域傳說三部曲［查拉圖斯特拉如是說］（日语：ゼノサーガ エピソードII［善悪の彼岸］）（KOS-MOS、T-elos）
- 戰國無雙2（濃姬）
- 戰國無雙2 Empires（濃姬）
- 火線危機4（伊麗莎白“貝絲”·康威特務中尉）

2007年
- 超級機器人大戰OG ORIGINAL GENERATIONS（艾姬多娜·伊薩齊）
- 超級機器人大戰OG外傳（艾姬多娜·伊薩齊）
- 戰國無雙KATANA（日语：戦国無双KATANA）（濃姬）
- 戰國無雙2 猛將傳（濃姬）
- 無雙OROCHI（濃姬）

2008年
- 忍者外傳2（索妮亞）
- 粉紅劇毒（日语：ポイズンピンク）（瑪莉）
- 無限邊疆EXCEED 超級機器人大戰OG傳奇（日语：無限のフロンティア スーパーロボット大戦OGサーガ）（加爾媞亞·巴西利薩、KOS-MOS、T-elos）
- 無雙OROCHI 蛇魔再臨（濃姬）
- 聖劍同盟（暗殺者吉爾瓦、熾天使瑪麗耶塔、367號）

2009年
- 戰國無雙3（濃姬）
- NINJA GAIDEN Σ2（日语：NINJA GAIDEN Σ2）（索妮亞）
- 無雙OROCHI Z（濃姬）

2010年
- Angelic Crest（凱薩琳）
- 無限邊疆EXCEED 超級機器人大戰OG傳奇（日语：無限のフロンティアEXCEED スーパーロボット大戦OGサーガ）（加爾媞亞·巴西利薩、KOS-MOS、T-elos）

2011年
- 戰國無雙3 猛將傳（濃姬）
- 戰國無雙3 Z（濃姬）
- 戰國無雙3 Empires（濃姬）
- 戰國無雙 編年史（濃姬）
- 生死格鬥 次元（艾琳）
- 無雙OROCHI 2（濃姬）

2012年
- 新·光神話 帕爾提娜之鏡（潘朵拉）
- 戰國無雙 編年史 2nd（濃姬[4]）
- 時空幻境 英雄傳奇（日语：テイルズ オブ ザ ヒーローズ ツインブレイヴ）（旁白）
- PROJECT X ZONE（KOS-MOS、T-elos[5]、奈特[6]）
- NINJA GAIDEN 3（日语：NINJA GAIDEN 3） Razor's Edge（艾琳）

2013年
- 噬神者2（玩家聲音）

2014年
- 戰國無雙 編年史（濃姬[7]）
- 戰國無雙4（濃姬[8]）

2015年
- 異域神劍X（玩家自創角色〈和風〉[9]）
- PROJECT X ZONE 2：BRAVE NEW WORLD（日语：PROJECT X ZONE 2:BRAVE NEW WORLD）（KOS-MOS[10]、T-elos[11]）
- 戰國無雙4 Empires（濃姬）

2017年
- 異域神劍2

2018年
- 無雙大蛇3（濃姬）

2020年
- 洛克人X DiVE（日语：ロックマンX DiVE）（瑪莉諾[12]）[注 1]

### 廣播劇CD
- Granulated Happiness（日语：グラニュ・レイテッドハピネス）
- 異域傳說 OUTER FILE（KOS-MOS）
- 幻想傳奇（艾咪）

### 外語配音

#### 電影
- 神鬼競技場（英语：The Arena (2001 film)）（Bodicia〈Lisa Dergan〉）
- 警察家族3（英语：Family of Cops 3）（Fran Smollen〈Sabrina Grdevich〉）
- 特警新人類（Y2K〈葉佩雯 飾演〉）
- 他其實沒那麼喜歡妳（貝絲·墨菲〈珍妮佛·安妮斯頓〉[13]）
- 少林足球 ※國際版。
- 七個畢業生（英语：St. Elmo's Fire (film)）（朱麗安娜·“朱爾斯”·凡帕滕〈黛米·摩爾〉）※東京電視台版。

#### 電視影集
- 美女上錯身（海迪·克林[注 2]）
- 花邊教主（Alison Humphrey〈Susan Misner〉）
- 天橋驕子（Heidi Klum）[注 3]

#### 動畫
- 巴斯光年電影版（翠絲）
- 大力士（英语：Hercules (1998 TV series)）（女性）

### 廣播節目
- 青澀之夜
- 歸來的青澀之夜（日语：帰ってきたセンチメンタルナイト）
- 只有青澀之夜2（日语：onlyセンチメンタルナイト2）
- Granulated Happiness（日语：グラニュ・レイテッドハピネス）
- Granulated Happiness 2（日语：グラニュ・レイテッドハピネス2）

### 旁白

#### 電視節目
NHK系列
- NHK綜合
  - 月刊野菜通信（日语：月刊やさい通信）
  - 週六藝術家工作室公園（日语：土曜スタジオパーク）

- NHK-BShi→NHK BS Premium
  - 日本百名山（NHK BS Premium播出）
  - 大人的社會見學「你所不知道的東京站」（2015年2月5日）

- NHK教育

日本電視台
- （讀賣電視台製作）
- ZIP！（日语：ZIP!）
- Going！Sports&News（日语：Going!Sports&News）（負責星期六）

TBS
- （MBS製作）
- SUNDAY MORNING（日语：サンデーモーニング）
- 鋼彈00披露宴 ～豪華藝人大集合SP～（MBS製作）
- （2016年12月20日）

富士電視台
- 世界精選影像秀（日语：世界ベスト・オブ・映像ショー）
- （至2008年9月20日擔任）
- （關西電視台製作）
- HEY！HEY！HEY！MUSIC CHAMP（2008年4月－2012年12月、2013年以降不定期）
- 戀愛的家庭老師（日语：恋愛の家庭教師）
- 發掘！真有其事大百科II（日语：発掘!あるある大事典）（關西電視台製作）
- 問答30 ～團結吧！～（日语：クイズ30〜団結せよ!〜）（2014年4月－9月）
- 日語探究知識競賽！怎麽可能!? 日本（日语：日本語探Qバラエティ クイズ!それマジ!?ニッポン）（2014年2月2日－2015年8月16日）
- GameCenter CX（日语：ゲームセンターCX） 尋找88種遊戲機之旅（CS播出，2016年7月3日）

東京電視台
- ibuki（日语：ibuki）
- Web球ww（日语：うぇぶたま3）
- Mr.MARIC的魔法時間（日语：Mr.マリック魔法の時間）
- 信紙綜藝節目 三丁目的郵筒（日语：手紙バラエティ 三丁目のポスト）（大阪電視台製作）
- Fashion通信（日语：ファッション通信）（BS JAPAN播出）
- 跨海的家族愛（2013年2月11日）

網路平台
- 溜池Now（日语：溜池Now）（GYAO！（日语：GYAO!））

#### 廣告
- 7-Eleven提供的時報廣告（TBS廣播）
- 一匙靈Attack 抗菌EX（日语：アタック (洗剤)）

### 其它
- 異域傳說 II to III a missing year ～U.M.N.被封印的真實碎片～（KOS-MOS）[注 4]
- UNIQLO（店內廣播）
- Yupiteru（日语：ユピテル (企業)）製PND聲音連線[14]

## 著書（翻譯）
- Yellow（小學館集英社Production）

## 腳註

## 外部連結
- 鈴木麻里子｜青二Production （日語）
- 鈴木麻里子的X（前Twitter） （日語）